# Can Cantalosella
Can Cantalosella és una masia situada al municipi d'Aiguaviva, a la comarca catalana del Gironès.
Un dels primers esments escrits data del 8 de gener de 1541. Tan els propietaris com els masovers, que descendien de la branca petita de la família duien en patronimi Cantalosella.
Al segle XIX la va comprar Josep Farreras, avi de Joaquim Nadal, qui parla d'aquesta casa al seu llibre Fent tentines per la vida, on hi dedica diverses pàgines descrivint-la i explicant que de petit hi passava els estius amb la família. Nadal indica que la casa gran és del segle XVII amb dues sales grans a la planta baixa que feien de distribuïdor, amb el graner, la cuina i el menjador a baix i les habitacions a dalt.